# Catedral de San Sebastián (Mannar)
La Catedral de San Sebastián o bien la Catedral de Mannar es el nombre que recibe un edificio religioso que pertenece  a la Iglesia Católica y que funciona como la sede de la Diócesis de Mannar (en latín: Dioecesis Mannarensis) ubicada en la localidad del mismo nombre al norte del país asiático de Sri Lanka. La diócesis fue creada el 24 de enero de 1981 y se sigue el rito romano.